# Waltrude Schleyer
Waltrude Schleyer (geborene Ketterer; * 21. Januar 1916 in München; † 21. März 2008 in Stuttgart) war eine deutsche Krankengymnastin, die als Frau von Hanns Martin Schleyer bekannt wurde.

## Leben
Waltrude Ketterer wurde als Tochter des Arztes Emil Ketterer (späterer SA-Obergruppenführer und Stadtrat in München) geboren. Am 11. Juni 1937 beantragte sie bei der NSDAP-Ortsgruppe Habnith (Fichtelgebirge) die Parteimitgliedschaft und wurde mit der Mitgliedsnummer 4.093.846 in die NSDAP aufgenommen. Über ihre Entnazifizierung ist nichts bekannt.
Ketterer absolvierte eine Ausbildung zur Krankengymnastin. 1939 heiratete sie den Juristen Hanns Martin Schleyer. Aus der Ehe gingen vier Söhne hervor, darunter der spätere Generalsekretär des Zentralverbandes des Deutschen Handwerks, Hanns-Eberhard Schleyer.
Am 18. Oktober 1977 wurde Hanns Martin Schleyer nach 43-tägiger Entführung und Gefangenschaft von Mitgliedern der Rote Armee Fraktion ermordet (vgl. Deutscher Herbst). Waltrude Schleyer warf der damaligen sozial-liberalen Bundesregierung vor, ihren Mann „geopfert“ zu haben: „Ich muss das akzeptieren, aber verstehen kann ich es nicht.“
Auch später hat sie sich immer wieder als Vertreterin der RAF-Opfer in der Öffentlichkeit zu Wort gemeldet, etwa in der Diskussion um eine Ausstellung über die RAF, die von Januar bis Mai 2005 in Berlin stattfand. 2007 appellierte sie an Bundespräsident Horst Köhler, das RAF-Mitglied Christian Klar nicht zu begnadigen, weil dieser keine Einsicht gezeigt und sich auch nie bei ihr entschuldigt habe.
Das letzte Filminterview mit Waltrude Schleyer findet sich in dem Dokumentarfilm Schleyer. Eine deutsche Geschichte (Regie: Lutz Hachmeister, 2003). Darin schildert sie auch die gemeinsame Zeit mit ihrem Ehemann in Prag, als die tschechische Hauptstadt von SS-Kadern beherrscht wurde.

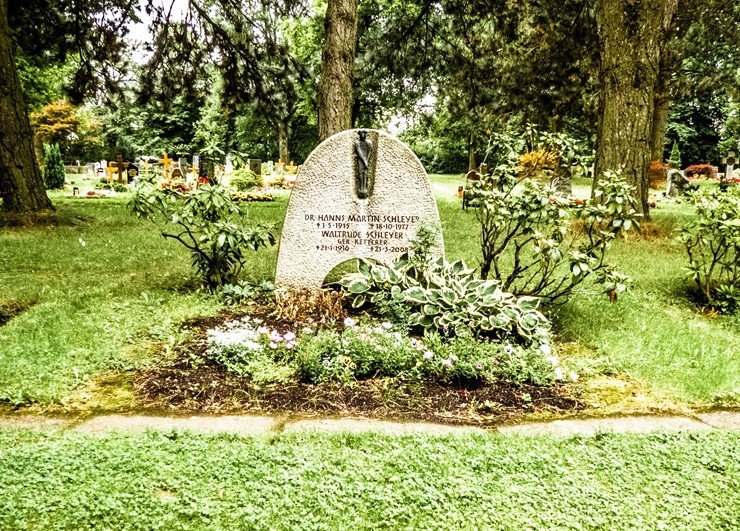
Grabstätte auf dem Ostfilderfriedhof in Stuttgart

Waltrude Schleyer ist im selben Grab wie ihr Mann Hanns Martin Schleyer auf dem Ostfilderfriedhof in Stuttgart-Sillenbuch beigesetzt.